# 梅野信吉
梅野 信吉（うめの しんきち、1863年1月2日（文久2年11月13日） - 1930年（昭和5年）3月12日、旧姓:藤田)は、日本の免疫学者、 獣医師･獣医学博士。狂犬病ワクチン開発に功績を残し、世界的に名声を博した。後の北里研究所部長。1906年(明治39年)2月には勲六等単光旭日章、同年に勲五等瑞宝章、1912年(明治45年)に勲四等瑞宝章、1930年(昭和5年)3月に勲三等瑞宝章を受章した。
兄は医師で朝倉郡医師会（玄洋医会）の代表を勤めた開業医・藤田進。弟に教育者の岡部峯吉がいる。
現在日本獣医生命科学大学では、若手研究者の奨励を目的として「梅野信吉賞」が授与されている。

## 来歴
筑前国夜須郡甘木村（後の福岡県朝倉郡甘木町、甘木市を経て、現・福岡県朝倉市）に獣医師で甘木町戸長の藤田源吾の二男として生まれる。
1881年(明治14年) に東京私立獣医学校（現・日本獣医生命科学大学）に入学する。
1892年(明治25年) 、大日本私立衛生会に嘱託され、同年開設された伝染病研究所に入所した。その後北里柴三郎の下、細菌学の研究と血清の製造に従事する。
1894年(明治27年) 、北里柴三郎とともに痘苗中の細菌減殺法として石炭酸添加が有効と発表した。
1909年(明治42年) には、人痘の牛痘化の成功を報告する。同年、種痘法が発布された。
1914年(大正3年) - 北里研究所創設に参加し、部長に就任する。
1916年(大正5年) に、狂犬病予防ワクチンの実用化に成功する。
1930年(昭和5年)3月12日- 港区白金の自宅にて脳溢血のため死去。享年67才。文京区白山にある心光寺に葬られている。